# Pot-au-feu albigeois
Le pot-au-feu albigeois est un pot-au-feu originaire du département français du Tarn.

## Ingrédients
Les viandes sont du bœuf, morceaux à bouillir comme le plat de côte, le jarret avec os à moelle, le paleron ou la macreuse, le confit de canard ou d'oie et de la charcuterie : saucisson à cuire et petit salé.
Les légumes traditionnels du pot-au-feu sont les poireaux, carottes, navets et oignons, additionnés de haricots secs de type lingot, les mêmes que pour le cassoulet.

## Accord met-vin
Ce mets avec des viandes grasses nécessite un vin vif qui ne soit pas masqué par le plat parfumé. Cette vivacité peut être obtenue par l'acidité d'un vin blanc sec fruité ou par la structure tannique d'un vin rouge jeune : madiran ou cahors pour un accord régional ou plus loin, un côtes-du-rhône ou côte-de-nuits-villages.
Une association, près de Carmaux, a décidé de faire reproduire un vignoble déjà mentionné sur le cadastre napoléonien en 1811 et jusqu'alors à l'abandon. Le doyen de l'association, lors de la venue du journaliste de La Dépêche, s'est souvenu du temps « qu'il “prêtait” ses mains à la journée comme “podaire” (tailleur de sarments) » et du vin que donnait la vigne, « c'était un vin rouge qui “tachait”. Dans nos campagnes, on pratiquait le “chabrot” (verser du vin dans la soupe ou le pot-au-feu) ».